# William FitzClarence, 2. Earl of Munster

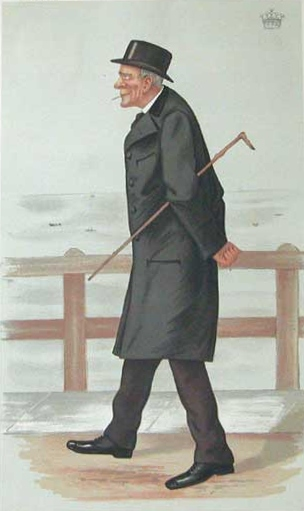
Karikatur des 2. Earl of Munster in der Vanity Fair, 1882

William George FitzClarence, 2. Earl of Munster, (* 19. Mai 1824 in House of Dun, Montrose, Schottland; † 30. April 1901 in Hove) war ein britischer Peer und Enkel von König William IV., dessen Namen er auch trug.
Von 1831 bis 1842 führte er den Höflichkeitstitel Viscount FitzClarence.

## Leben
FitzClarences Vater, George FitzClarence, 1. Earl of Munster, war der illegitime Sohn von König William IV. und dessen langjähriger Mätresse Dorothea Jordan. Er selbst, der 2. Earl of Munster, war daher Urenkel von König George III. und Cousin von Queen Victoria. Seine Mutter war Mary Wyndham (1792–1842), illegitime Tochter des George Wyndham, 3. Earl of Egremont.
Beim Selbstmord seines Vaters am 20. März 1842 erbte FitzClarence dessen Adelstitel als 2. Earl of Munster. Er führte größtenteils das Leben der typischen viktorianischen Oberschicht mit Jagdgesellschaften und Bällen.
Am 1. Juli 1842 erwarb er ein Offizierspatent als Ensign und Lieutenant bei den Scots Fusilier Guards. Am 7. April 1843 wechselte er als Cornet und Sub-Lieutenant zum 1st Regiment of Life Guards. Am 1. Mai 1846 stieg er zum Lieutenant und am 16. März 1849 zum Captain. Im April 1851 verließ er die British Army.
Zeitweise hatte er das Amt eines Deputy Lieutenant von Middlesex inne.

## Heirat und Kinder
FitzClarence heiratete seine Cousine Wilhelmina Kennedy-Erskine (1830–1906) am 17. April 1855. Deren Mutter Augusta FitzClarence war die Schwester seines Vaters, George Augustus FitzClarence. In ihren späten Jahren wurde sie Schriftstellerin. Sie hatten neun Kinder:
- Edward FitzClarence, Viscount FitzClarence (1856–1870)
- Hon. Lionel Frederick Archibald FitzClarence (1857–1863)
- Geoffrey George Gordon FitzClarence, 3. Earl of Munster (1859–1902)
- Hon. Arthur Falkland Manners FitzClarence (1860–1861)
- Aubrey FitzClarence, 4. Earl of Munster (1862–1928)
- Hon. William George FitzClarence (1864–1899) ⚭ Charlotte Elizabeth Aline Williams
- Hon. Harold Edward FitzClarence (1870–1926) ⚭ Frances Isabel Eleanor Keppel; Eltern von Geoffrey FitzClarence, 5. Earl of Munster
- Lady Lillian Adelaide Katherine Mary FitzClarence (1873–1948), ⚭ Captain William Arthur Edward Boyd
- Lady Dorothea Augusta FitzClarence (1876–1942), ⚭ Major Chandos Brydges Lee-Warner

## Tod
Lord Munster starb im Alter von 77 Jahren in der 23 Palmeira Square, Hove. Damals war sein Cousin zweiten Grades Edward VII. König des Vereinigten Königreiches. Er wurde in Cuckfield, Sussex bestattet. Seine Titel erbte sein dritter, aber ältester überlebender Sohn Geoffrey.